# Washington Grove (Maryland)
Washington Grove es un pueblo ubicado en el condado de Montgomery en el estado estadounidense de Maryland. En el año 2010 tenía una población de 555 habitantes y una densidad poblacional de 616,67 personas por km².

## Geografía
Washington Grove se encuentra ubicado en las coordenadas 39°8′22″N 77°10′33″O / 39.13944, -77.17583.

## Demografía
Según la Oficina del Censo en 2000 los ingresos medios por hogar en la localidad eran de $92,398 y los ingresos medios por familia eran $97,029. Los hombres tenían unos ingresos medios de $70,750 frente a los $48,125 para las mujeres. La renta per cápita para la localidad era de $38,332. Alrededor del 0.8% de la población estaba por debajo del umbral de pobreza.